# غفعاتي
غفعاتي عبرية: גבעתי هو موشاف في جنوب إسرائيل. يقع قرب أسدود تحت ولاية مجلس بير توفيا الإقليمي. في عام 2014 بلغ عدد سكانه 941 نسمة.
تأسس الموشاف على يد قدامى محاربي الجيش الإسرائيلي ومهاجرين مصريين على أنقاض بيت دراس.
سمي على اسم لواء غفعاتي التابع للجيش الإسرائيلي، والذي منع الجيش المصري من دخول إسرائيل من الجنوب في حرب 1948.
تقع غفعاتي على أرض تابعة لقرية بيت دراس الفلسطينية المدمرة.